# Bloxamia
Bloxamia is een geslacht van schimmels behorend tot de familie Bloxamiaceae.  

## Soorten
Volgens Index Fungorum telt het geslacht tien soorten (peildatum december 2021):
| Soortnaam                | Auteur(s)                       | Publicatiejaar |
| ------------------------ | ------------------------------- | -------------- |
| Bloxamia bohemica        | Minter & Hol.-Jech.             | 1981           |
| Bloxamia cremea          | Aramb., Cabello & Cazau         | 1992           |
| Bloxamia cyatheicola     | Guatim., R.W. Barreto & Crous   | 2016           |
| Bloxamia foliicola       | Yun L. Liu & Z.Y. Zhang         | 1998           |
| Bloxamia hesterae        | Spooren                         | 2014           |
| Bloxamia leucophthalma   | (Lév.) Höhn.                    | 1910           |
| Bloxamia nilagirica      | (Subram.) Nag Raj & W.B. Kendr. | 1975           |
| Bloxamia nitidula        | (Allesch.) Höhn.                | 1903           |
| Bloxamia saccardoana     | Allesch.                        | 1902           |
| Bloxamia sanctae-insulae | Coppins & Minter                | 1980           |

ħ